# Monte Marenzo
Monte Marenzo is een gemeente in de Italiaanse provincie Lecco (regio Lombardije) en telt 2013 inwoners (31-12-2004). De oppervlakte bedraagt 3,0 km², de bevolkingsdichtheid is 653 inwoners per km².

## Demografie
Monte Marenzo telt ongeveer 717 huishoudens. Het aantal inwoners steeg in de periode 1991-2001 met 30,9% volgens cijfers uit de tienjaarlijkse volkstellingen van ISTAT.
| Jaar | Inwoneraantal |
| ---- | ------------- |
| 1991 | 1496          |
| 2001 | 1958          |

## Geografie
Monte Marenzo grenst aan de volgende gemeenten: Brivio, Calolziocorte, Cisano Bergamasco (BG), Torre de' Busi.